# Delitti celebri
Delitti celebri (in edizione originale francese Crimes célèbres) è un'opera scritta da Alexandre Dumas (padre). Si tratta di una raccolta di diciotto racconti pubblicati in quattro volumi tra il 1839 e il 1840. Ogni racconto prende origine in un contesto storico diverso, coprendo un periodo che va dal Rinascimento all'epoca contemporanea di Dumas.
L'autore, ispirandosi ai principi del naturalismo letterario, intraprende scrupolosamente numerose ricerche documentali in modo da fornire ad ogni racconto un contesto il più possibile fedele alla realtà storica. Per una maggiore oggettività della narrazione, l'azione è sempre descritta e narrata in terza persona e i dialoghi sono abbastanza rari.
La tesi sostenuta da Dumas in questi racconti è che le colpe dei grandi crimini sono raramente rintracciabili semplicemente nelle azioni dei singoli individui, bensì sono il risultato di ingiustizie antecedenti ai fatti, di oppressioni e disuguaglianze sociali.
Alcuni dei personaggi dei Delitti celebri riappariranno in altri romanzi dell'autore, tra questi l'uomo dalla maschera di ferro presente nel romanzo Il visconte di Bragelonne, Urbain Grandier e Martin Guerre.
L'opera comprende i seguenti racconti (sono riportati i titoli in lingua originale francese e in parentesi di alcune traduzioni):
- Les Cenci (trad. I Cenci 1598)
- La marquise de Brinvilliers (trad. La marchesa di Brinvilliers 1676)
- Karl Ludwig Sand (trad. Karl Ludwig Sand 1819 o L'assassinio di Kotzebue, su Karl Ludwig Sand)
- Marie Stuart (trad. Maria Stuarda 1587)
- La marquise de Ganges (trad. La marchesa di Ganges o la bella provenzale)
- Murat (trad. Murat)
- Les Borgia (trad. I Borgia 1492-1507)
- Urbain Grandier (trad. Urbano Grandier)
- Vaninka (trad. Vaninka l'ipocrito punito)
- Massacres du Midi (trad. I massacri del mezzodì della Francia)
- La comtesse de Saint-Géran (trad. La contessa di Saint-Géran)
- Jeanne de Naples (trad. Giovanna di Napoli, su Giovanna I di Napoli)
- Nisida (scritto con Pier Angelo Fiorentino) (trad. Nisida)
- Derues (con Auguste Arnould)
- Martin Guerre (con Narcisse Fournier)
- Ali Pacha (con Félicien Mallefille)
- La Constantin (con Auguste Arnould)
- L'homme au masque de fer (con Auguste Arnould) (trad. L'uomo dalla maschera di ferro)

## Edizioni italiane
- trad. parziale di Vittoria d'Asti [?], Sanvito, Milano, 1861-62
- trad. di Oreste Ferrario, 3 voll., Ferrario, Milano 1887
- trad. parziale di Maria Bevilacqua, Jorio, Milano, 1934
- trad. di Anna Ponti, Ginevra Rainoni e Elvira Collaro, 3 voll., Ferni, Ginevra, 1973
- trad. parziale di Maurizio Ferrara, Passigli, Firenze, 2005
- trad. parziale (Due delitti celebri, contiene Giovanna di Napoli, e Nisida) di Filippo Benfante, Edizioni Spartaco, Santa Maria Capua Vetere, 2008, ISBN 978-88-87583-87-8
- trad. di Viviana Carpifave, Giovanna di Napoli. Delitti celebri, Scrittura & Scritture, 2019, ISBN 9788885746213
- trad. di Viviana Carpifave, Maria Stuarda, Scrittura & Scritture, 2021, ISBN 9788885746350
- trad. di Viviana Carpifave, Derues, l'avvelenatore, Scrittura & Scritture, 2023, ISBN 9788885746466